# Rémi Saillard
Pour les articles homonymes, voir Saillard.
Rémi Saillard, né le 31 octobre 1960 à Champagnole (Jura), est un illustrateur français, principalement d'œuvres de jeunesse.

## Biographie
Rémi Saillard a fait ses études à l'École supérieure des arts décoratifs de Strasbourg.
Il a contribué à des magazines de Bayard Presse, comme Youpi.

## Ouvrages
- Pirates en péril !, Agnès de Lestrade, ill. de Rémi Saillard, Nathan, L'énigme des vacances / lire pour réviser,  (ISBN 9782091867991)[1].
- Bonnets rouges et bonnets blancs : un conte antillais, Praline Gay-Para, ill. Rémi Saillard, Didier Jeunesse, 2014. Prix Bernard Versele 2017, catégorie 4 chouettes.

- Comment on écrit des histoires ?, Yaël Hassan et Roland Fuentès ; illustrations de Rémi Saillard, Syros, 2015

- L'Abécédaire des Pyrénées, Bénédicte Boucays et Geneviève Laurent ; illustrations de Rémi Saillard, Privat Jeunesse, 2020
- La bonne idée de monsieur Johnson, de Pierre Grosz, éditions La cabane bleue, 2022

## Prix et récompenses
- 2023 : prix 2023 du Livre Environnement de la fondation Veolia, mention jeunesse, pour La Bonne Idée de monsieur Johnson, écrit par Pierre Grosz, publié aux éditions La cabane bleue[2]
- 2020 : prix "Album pour les grands de Boé", pour Malok, écrit par Gilles Baum, éditions Gautier-Languereau[3]
- 2017 : Prix Bernard Versele catégorie 4 chouettes[4], pour Bonnets rouges et bonnets blancs : un conte antillais, écrit par Praline Gay-Para, qu'il a illustré.